# Aleksa Tomić
Aleksa Tomić (serbisch-kyrillisch Алекса Томић; * 20. August 2003) ist ein serbischer Mittelstreckenläufer, der sich auf die 800-Meter-Distanz spezialisiert hat.

## Sportliche Laufbahn
Erste Erfahrungen bei internationalen Meisterschaften sammelte Aleksa Tomić im Jahr 2021, als er bei den Balkan-Meisterschaften im heimischen Smederevo mit 1:53,86 min auf Rang 14 gelangte und mit der serbischen 4-mal-400-Meter-Staffel mit 3:19,12 min auf Platz vier belegte. Anschließend startete er über 800 m bei den U20-Europameisterschaften in Tallinn, kam dort aber mit 1:52,12 min nicht über die erste Runde hinaus.
2021 wurde Tomić serbischer Meister im 800-Meter-Lauf.

## Persönliche Bestzeiten
- 800 Meter: 1:50,62 min, 20. Juni 2021 in Limassol
  - 800 Meter (Halle): 1:54,04 min, 7. Februar 2021 in Belgrad